# Dexibuprofen
Dexibuprofen är en kemisk förening med formeln C13H18O2 och är ett icke-steroidalt antiinflammatoriskt smärtstillande läkemedel som hör till kategorin NSAID. Det är den aktiva stereoisomeren av ibuprofen och säljs i Sverige receptbelagt under varumärket Tradil och återfinns i 300 mg och 400 mg tabletter. De flesta ibuprofenformer innehåller en racemisk blandning av båda isomererna.

## Kemi
I grund och botten är Dexibuprofen en kiral omkopplare av racemisk ibuprofen. Det kirala kolet i dexibuprofen tilldelas en absolut konfiguration, (S), enligt Cahn-Ingold-prelog-regeln.

## Medicinsk användning
Tradil ordineras till vuxna för:
- behandling för lindring av smärta och inflammation vid artros.
- akut behandling av menstruationssmärta (primär dysmenorré).
- behandling av mild till måttlig smärta, t.ex. muskuloskeletal smärta eller tandvärk.[4]

## Biverkningar
Biverkningar kan minimeras genom att man använder den lägsta effektiva dosen under den kortaste tid som krävs för kontroll av symtomen.

## Farmakologi
Ibuprofen, är en α-arylpropionsyra, som till stor del används vid behandling av reumatoid artrit och används ofta som läkemedel för huvudvärk och mindre smärtor. Detta läkemedel har ett kiralt centrum och existerar som ett par enantiomerer. (S)- ibuprofen, eutomer, är medlet för den önskade terapeutiska effekten. Intressant är att den inaktiva (R)-enantiomeren, distomeren, genomgår en enkelriktad kiral inversion för att ge den aktiva (S)-enantiomeren, den förra som fungerar som ett proläkemedel för den senare. Det vill säga när ibuprofen intas som en racemat omvandlas distomeren in vivo till eutomer medan den senare inte påverkas. Denna kirala inversion kan leda till ackumulering av en av enantiomererna som leder till toxicitet. Risken för biverkning kan undvikas genom användning av ren (S)-enantiomer.